# Бакшеївка (зупинний пункт)
Бакше́ївка — пасажирський залізничний зупинний пункт Куп'янської дирекції Південної залізниці.
Розташований біля села Новоолександрівка, Вовчанський район, Харківської області на лінії Оливине — Огірцеве між станціями Приколотне (9 км) та Білий Колодязь (10 км).
Станом на травень 2019 року щодоби п'ять пар приміських дизель-поїздів здійснюють перевезення за маршрутом Вовчанськ — Куп'янськ-Вузловий.